# Laparrouquial
Laparrouquial is een gemeente in het Franse departement Tarn (regio Occitanie) en telt 101 inwoners (2009). De plaats maakt deel uit van het arrondissement Albi.

## Geografie
De oppervlakte van Laparrouquial bedraagt 8,7 km², de bevolkingsdichtheid is dus 11,6 inwoners per km².
De onderstaande kaart toont de ligging van Laparrouquial met de belangrijkste infrastructuur en aangrenzende gemeenten.

## Demografie
Onderstaande figuur toont het verloop van het inwonertal (bron: INSEE-tellingen).